# Grzegorz Jakubowski
Grzegorz Jakubowski (ur. 5 maja 1970 w Gdyni) – polski zawodnik mieszanych sztuk walki (MMA), zawodowo walczący w latach 2002-2008. Mistrz Polski w kick-boxingu w formule low kick z 1992. Założyciel oraz główny trener klubu Mighty Bulls Team.

## Kariera MMA
Jakubowski swoją pierwszą zawodową walkę MMA (ówcześnie określane mianem vale tudo) stoczył 10 października 2002 roku w Warszawie podczas targów "Body Show", a jego przeciwnikiem był Temistokles Teresiewicz. Po 45 minutach pojedynku (jak dotąd najdłuższa stoczona walka w Polsce) sędzia Mirosław Okniński orzekł remis. Ta walka uznawana jest za pierwszy oficjalny pojedynek MMA jaki stoczono w Polsce.
Pół roku później wziął udział w pierwszym oficjalnym turnieju MMA w Polsce organizowanym przez Mirosława Oknińskiego. W pojedynku eliminacyjnym znokautował już w 1. rundzie Piotra Kotusa, a w finale który odbył się 13 grudnia pokonał przez techniczny nokaut Andrzeja Domagałę i zdobył mistrzostwo Polski w kat. -90 kg. Tytuł obronił 18 grudnia 2004 roku szybko poddając w 1 minucie pojedynku Adriana Dziarnowskiego.
W 2003 roku, we włoskim Livorno pokonał w finale turnieju La Resa Dei Conti wagi otwartej przyszłego zawodnika UFC Antoniego Hardonka przez decyzję sędziów.
W 2004, zwyciężył w turnieju Colosseum IV: European Grand Prix w Dąbrowie Górniczej. 12 marca 2005 roku stoczył przegrany pojedynek z przyszłym zawodnikiem UFC Włochem Lucio Linharesem na gali 'The Cage Vol. 2 – Capital Collision w Finlandii.
Jeszcze w 2005, tryumfował w kolejnych turniejach, w Holandii oraz prestiżowym European Vale Tudo 5 w kat 91 kg pokonując kolejno przyszłego tryumfatora turnieju KSW 5 Francuza Francisa Carmonta oraz doświadczonego Portugalczyka Rafaela Silvę.
W latach 2006–2007 walczył głównie na niemieckich galach La Onda oraz Fight Club Berlin. 17 lutego 2007 roku przegrał pojedynek z Amerykaninem Andy Fosterem na gali BODOG Fight.
Swoją ostatnią walkę w karierze stoczył 9 maja 2008 roku na KSW 9, przeciwko Bułgarowi Jordanowi Radiewowi. Jakubowski przegrał wtedy przez decyzję sędziów po czym zakończył karierę.
W 2012 roku podczas gali rozdania nagród Heraklesy 2011, został wprowadzony do Galerii Sław Polskiego MMA.
16 listopada 2023 roku został zapowiedziany film dokumentalny o Grzegorzu Jakubowskim pt. „Jakubek. Człowiek, który urodził się za wcześnie”. Autorem filmu jest Maciej „Alf” Glaubus i Łukasz Bukowski. Premiera filmu póki co nie została ogłoszona.

## Osiągnięcia

### Mieszane sztuki walki
- 2003: La Resa Dei Conti 7 – 1. miejsce w turnieju wagi otwartej
- 2003-2004: Mistrz MMA Polska w kat. -90 kg
- 2004: Colosseum 4: European GP – 1. miejsce w turnieju kat. 91 kg
- 2005: Mixfight Gala – 1. miejsce w turnieju wagi otwartej
- 2005: European Vale Tudo 5 – 1. miejsce w turnieju kat. 91 kg
- 2012: Członek Galerii Sław Polskiego MMA (Heraklesy 2011)

### Kick-boxing
- 1992: Mistrz Polski w formule low kick (full contact)

### Submission fighting[11]
- 2003: III Międzynarodowe Mistrzostwa Niemiec w BJJ i SW – 1. miejsce w kat. 97 kg
- 2004: IV Międzynarodowe Mistrzostwa Niemiec w BJJ i SW – 1. miejsce w kat. 97 kg oraz 1. miejsce w kat. otwartej

## Lista walk w MMA
| Wynik     | Bilans | Przeciwnik (bilans przed walką) | Rozstrzygnięcie                                | Runda | Czas  | Rozgrywki                                  | Data       | Miejsce       | Uwagi                                                             |
| --------- | ------ | ------------------------------- | ---------------------------------------------- | ----- | ----- | ------------------------------------------ | ---------- | ------------- | ----------------------------------------------------------------- |
| Przegrana | 21-6-2 | Jordan Radiew (13-3)            | Decyzja (jednogłośna)                          | 2     | 5:00  | KSW 9                                      | 09.05.2008 | Warszawa      |                                                                   |
| Przegrana | 21-5-2 | Jean Francois Lenogue (10-6-2)  | Decyzja                                        | 2     | 5:00  | La Onda – Best of Europe                   | 26.07.2007 | Magdeburg     |                                                                   |
| Przegrana | 21-4-2 | Andy Foster (8-1)               | TKO (ciosy pięściami)                          | 3     | 2:14  | Bodog FIGHT – Costa Rica Combat            | 17.02.2007 | Kostaryka     |                                                                   |
| Wygrana   | 21-3-2 | Petr Ondrus (1-0)               | TKO (ciosy pięściami)                          | 1     | 2:40  | La Onda Fight Night Arena                  | 03.12.2006 | Magdeburg     |                                                                   |
| Wygrana   | 20-3-2 | Valdas Pocevicius (28-12-3)     | Poddanie (duszenie)                            | 1     | 3:30  | Fight Club Berlin 8                        | 13.07.2006 | Berlin        |                                                                   |
| Wygrana   | 19-3-2 | Valdas Pocevicius (26-8-3)      | Poddanie                                       | 3     | 13:50 | La Onda Fight Night Open Air               | 13.07.2006 | Magdeburg     |                                                                   |
| Wygrana   | 18-3-2 | Dave Phillips (7-2)             | Decyzja (jednogłośna)                          | 3     | 5:00  | WFC – Europe vs Brazil                     | 20.05.2006 | Koper         |                                                                   |
| Wygrana   | 17-3-2 | Ladislav Zak (6-7-1)            | KO (ciosy pięściami)                           | 2     | 3:21  | Fight Club Berlin 7                        | 23.04.2006 | Berlin        |                                                                   |
| Wygrana   | 16-3-2 | Rafael Silva (13-2)             | Decyzja (jednogłośna)                          | 2     | 5:00  | European Vale Tudo 5 – Phoenix             | 08.10.2005 | Szwecja       | Zwyciężył w turnieju European Vale Tudo 5                         |
| Wygrana   | 15-3-2 | Francis Carmont (3-2)           | Poddanie (duszenie gilotynowe)                 | 1     | 1:52  | European Vale Tudo 5 – Phoenix             | 08.10.2005 | Szwecja       | Półfinał turnieju European Vale Tudo 5                            |
| Wygrana   | 14-3-2 | Autimio Antonia (2-4)           | Poddanie                                       | 1     | ?     | Mixfight Gala                              | 16.04.2005 | Holandia      | Finał turnieju                                                    |
| Wygrana   | 13-3-2 | Satisch Jhamai (1-0)            | TKO                                            | 1     | ?     | Mixfight Gala                              | 16.04.2005 | Holandia      | Półfinał turnieju                                                 |
| Przegrana | 12-3-2 | Lucio Linhares (1-1)            | Decyzja (niejednogłośna)                       | 3     | 5:00  | The Cage Vol. 2 – Capital Collision        | 12.03.2005 | Helsinki      |                                                                   |
| Wygrana   | 12-2-2 | Adrian Dziarnowski (1-0)        | Poddanie (odwrócona dźwignia na staw łokciowy) | 1     | 1:03  | MMA Polska 7 – Finały                      | 18.12.2004 | Warszawa      | Obronił tytuł mistrza Polski w kat. -90 kg                        |
| Wygrana   | 11-2-2 | Aleksiej Weselowzorow           | Poddanie (ciosy pięściami)                     | 1     | 4:57  | Colosseum 4                                | 24.10.2004 | Zabrze        | Zwyciężył w turnieju Colosseum European GP w kat. 91 kg           |
| Wygrana   | 10-2-2 | Radosław Kieliszkiewicz (1-2)   | Poddanie (dźwignia na staw łokciowy)           | 1     | 1:35  | Colosseum 4                                | 24.10.2004 | Zabrze        | Półfinał turnieju Colosseum European GP w kat. 91 kg              |
| Wygrana   | 9-2-2  | Steinar Ruud (0-0)              | Decyzja (jednogłośna)                          | 2     | 5:00  | Colosseum 4                                | 24.10.2004 | Zabrze        | Ćwierćfinał turnieju Colosseum European GP w kat. 91 kg           |
| Wygrana   | 8-2-2  | Radosław Kieliszkiewicz (0-0)   | Poddanie (dźwignia skrętowa na staw skokowy)   | 1     | ?     | Impact – Bełchatów                         | 25.06.2004 | Bełchatów     |                                                                   |
| Przegrana | 7-2-2  | Travis Lutter (3-1)             | Poddanie (kimura)                              | 1     | 3:23  | European Vale Tudo 2 – Hazard              | 04.04.2004 | Sztokholm     |                                                                   |
| Wygrana   | 7-1-2  | Steve Mensing (0-1)             | Poddanie (duszenie zza pleców)                 | 2     | 2:41  | Fight Club Berlin 3                        | 28.03.2004 | Berlin        |                                                                   |
| Wygrana   | 6-1-2  | Sławomir Zięba (0-0)            | Poddanie (duszenie zza pleców)                 | 1     | 1:55  | Colosseum 1                                | 21.03.2004 | Bielsko-Biała |                                                                   |
| Wygrana   | 5-1-2  | Ulf Fritzmann (1-0)             | Poddanie (dźwignia na staw łokciowy)           | 1     | 1:28  | Outsider Cup 2 – Lübbecke                  | 28.01.2004 | Lübbecke      |                                                                   |
| Przegrana | 4-1-2  | Kestutis Smirnovas (9-3)        | Decyzja (jednogłośna)                          | 2     | 5:00  | Shooto Lithuania – King of Bushido Stage 3 | 08.01.2004 | Wilno         |                                                                   |
| Wygrana   | 4-0-2  | Andrzej Domagała (2-0-1)        | TKO (ciosy pięściami)                          | 1     | ?     | MMA Polska 3 – Finały                      | 13.12.2003 | Warszawa      | Zdobył mistrzostwo Polski w kat. -90 kg                           |
| Wygrana   | 3-0-2  | Antoni Hardonk (1-0)            | Decyzja sędziowska                             | 2     | 5:00  | La Resa Dei Conti 7                        | 05.12.2003 | Livorno       | Zwyciężył w turnieju Iron Man wagi otwartej                       |
| Remis     | 2-0-2  | Tadeush Cholodinskij (4-2)      | Remis                                          | 2     | 5:00  | Shooto Lithuania – King of Bushido Stage 1 | 14.11.2003 | Wilno         |                                                                   |
| Wygrana   | 2-0-1  | Achim Lausecker (0-0)           | Poddanie (dźwignia na staw łokciowy)           | 1     | 1:52  | Outsider Cup 1 – Minden                    | 12.07.2003 | Minden        |                                                                   |
| Wygrana   | 1-0-1  | Piotr Kotus (0-0)               | KO (ciosy pięściami)                           | 1     | ?     | MMA Polska 1 – Eliminacje                  | 26.04.2003 | Warszawa      | Walka eliminacyjna turnieju MMA Polska w kat. -90 kg              |
| Remis     | 0-0-1  | Temistokles Teresiewicz (0-0)   | Remis                                          | 1     | 45:00 | Targi kulturystyczne "Body Show"           | 10.10.2002 | Warszawa      | Debiut w MMA. Pierwszy oficjalny pojedynek w formule MMA w Polsce |